# Hugh Dykes, Baron Dykes
Hugh Dykes, Baron Dykes (n. 17 mai 1939) este un om politic britanic, membru al Parlamentului European în perioada 1973-1979 din partea Regatului Unit.
1. ↑  Companies House, accesat în 15 aprilie 2022
2. 1 2 3 4 5 6 7  Hansard 1803–2005